# Xanthoconium separans
Xanthoconium separans, antiguamente Boletus separans, es una especie de hongo micorrízico de la familia Boletaceae, característica por poseer un himenóforo poroso.

## Descripción[1]

### Píleo
Píleo de 6 a 20 centímetros de diámetro, convexo a ligeramente mamilado; superficie seca, ligeramente pegajosa cuando húmeda, glabra, opaca, rojo opaco, café claro a café lila con tonos ocráceos hacia el margen; margen entero, a veces proyectado y estéril.
Los tubos del himenóforo pueden llegar a medir hasta 1.2 cm de longitud y ser desde adnados a depresos alrededor del estípite; su coloración es blanca o café muy clara, presentando de 1 a 2 poros por mm².

### Estípite
El estípite puede variar en un rango de 4 a 18 centímetros de longitud y de 1 a 3 centímetros de diámetro. Su superficie es glabra, generalmente blanca o de color claro y su posición respecto al píleo es central.

### Esporas
Las esporadas de Xanthoconium separans son de color café oliváceo, con basidiosporas subfusoides de 12.5-16 centímetros por 3.5-4.5 centímetros y dextrinoides en el reactivo de Melzer.

## Distribución
Es un hongo ampliamente distribuido en Norteamérica, especialmente en las Montañas Rocosas, si bien se ha encontrado también en Colombia en los departamentos de Antioquia y Nariño en bosques de Quercus sp.